# Філіпп Потт'є
Філіпп Потт'є (нім. Philippe Pottier, 9 липня 1938, Монте — 22 вересня 1985, Женева) — швейцарський футболіст, що грав на позиції півзахисника. По завершенні ігрової кар'єри — тренер.
Виступав, зокрема, за клуби «Ла Шо-де-Фон», «Стад Франсе» та «Серветт», а також національну збірну Швейцарії, у складі якої був учасником чемпіонату світу 1962 року.

## Клубна кар'єра
У дорослому футболі дебютував 1956 року виступами за команду «Ла Шо-де-Фон», в якій провів п'ять сезонів і двічі, 1957 та 1961 року, виграв з командою Кубок Швейцарії.
Своєю грою за цю команду привернув увагу представників тренерського штабу французького клубу «Стад Франсе», до складу якого приєднався 1961 року. Відіграв за паризьку команду наступні чотири з половиною сезони своєї ігрової кар'єри, після чого ще півтора роки захищав кольори іншого місцевого клубу «Анже».
1967 року Філіпп повернувся на батьківщину у клуб «Серветт», у складі якого провів наступні чотири роки своєї кар'єри гравця і в останньому сезоні здобув третій у своїй кар'єрі Кубок Швейцарії.
Завершив ігрову кар'єру у команді «Етуаль Каруж», за яку виступав протягом 1971—1973 років у другому дивізіоні країни.

## Виступи за збірну
7 травня 1958 року дебютував в офіційних матчах у складі національної збірної Швейцарії в товариській грі проти Швеції (2:3).
У складі збірної був учасником чемпіонату світу 1962 року у Чилі і зіграв там в одній грі проти Чилі (1:3).
Загалом протягом кар'єри у національній команді, яка тривала 9 років, провів у її формі 16 матчів.

## Кар'єра тренера
Розпочав тренерську кар'єру відразу ж по завершенні кар'єри гравця, 1973 року, очоливши тренерський штаб клубу «Етуаль Каруж». Досвід тренерської роботи обмежився цим клубом.
Помер 22 вересня 1985 року на 48-му році життя у лікарні Женеви після тривалої хвороби.

## Титули і досягнення
- Володар Кубка Швейцарії (3):

«Ла Шо-де-Фон»: 1956-57, 1960-61
«Серветт»: 1970-71